# Ciência e tecnologia na Rússia

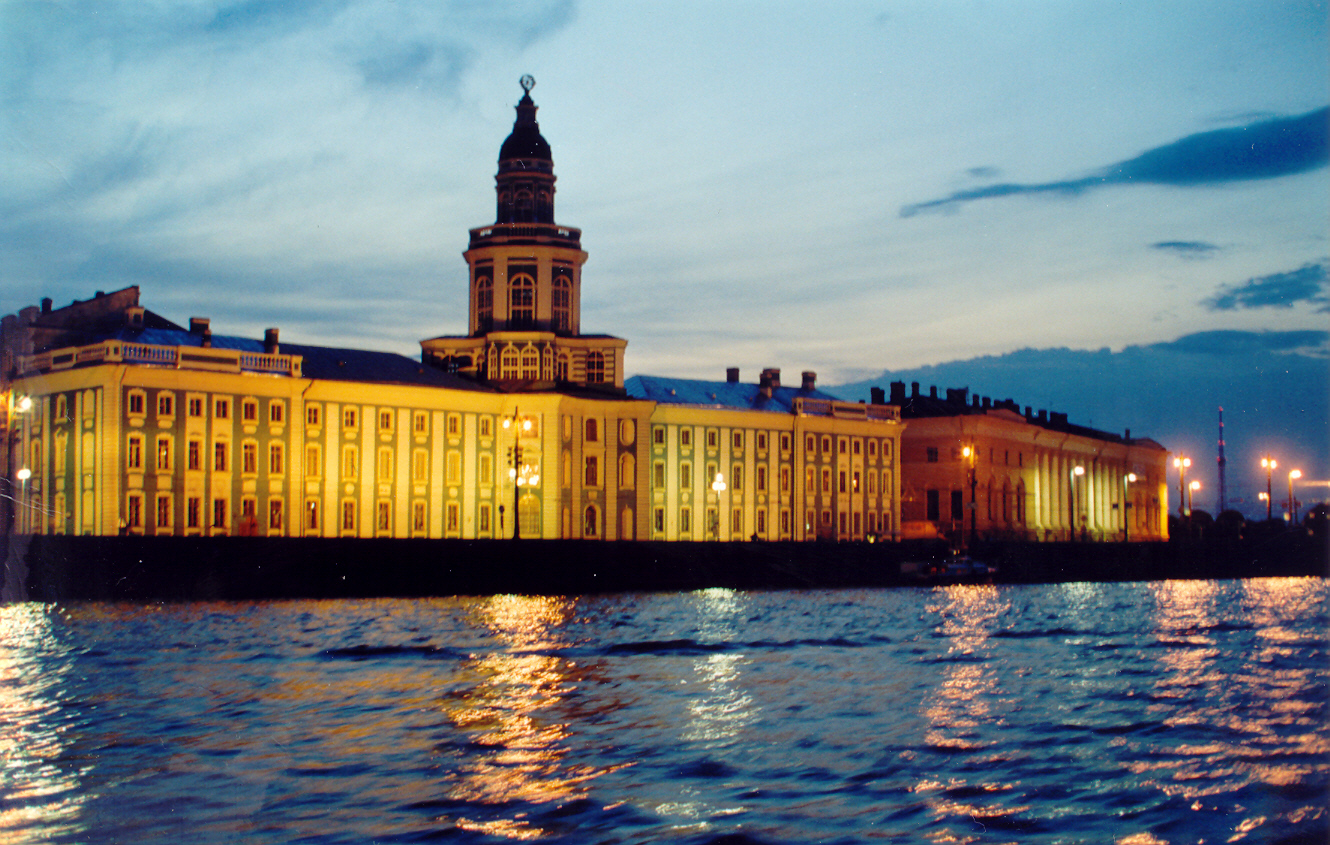
Kunstkammer, em São Petersburgo, a sede original da Academia de Ciências da Rússia.

A ciência e tecnologia na Rússia desenvolveram-se rapidamente desde a época do Iluminismo, quando Pedro, o Grande, fundou a Academia de Ciências da Rússia e a Universidade Estatal de São Petersburgo e o polímata Mikhail Lomonosov fundou a Universidade Estatal de Moscou, estabelecendo uma forte tradição nativa de aprendizagem e inovação.
Nos séculos XIX e XX o país produziu um grande número de cientistas notáveis, fazendo importantes contribuições para a física, astronomia, matemática, computação, química, biologia, geologia e geografia. Inventores e engenheiros russos destacaram em áreas como engenharia elétrica, construção naval, aeroespacial, armamento, comunicações, informática, tecnologia nuclear e tecnologia espacial.
Recentemente, a crise dos anos 1990 levou à redução drástica do apoio do Estado à ciência e tecnologia. Muitos cientistas russos e graduados universitários foram para a Europa Ocidental ou para os Estados Unidos na chamada migração de fuga de cérebros. Nos anos 2000, na onda de um novo boom econômico, a situação melhorou e o governo lançou uma campanha destinada à modernização e inovação. Entre as prioridades atuais para o desenvolvimento tecnológico do país incluem a eficiência energética, tecnologia da informação (incluindo os produtos comuns e os produtos combinados com a tecnologia espacial), a energia nuclear e produtos farmacêuticos.

## História
A ciência e tecnologia na Rússia floresceram na época do Iluminismo, quando Pedro, o Grande fundou a Academia de Ciências da Rússia e Universidade Estatal de São Petersburgo e o polímata Mikhail Lomonosov estabeleceu a Universidade Estatal de Moscou, pavimentando o caminho para uma forte tradição nativa de aprendizagem e inovação. Nos séculos XIX e XX, o país produziu um grande número de notáveis cientistas e inventores.

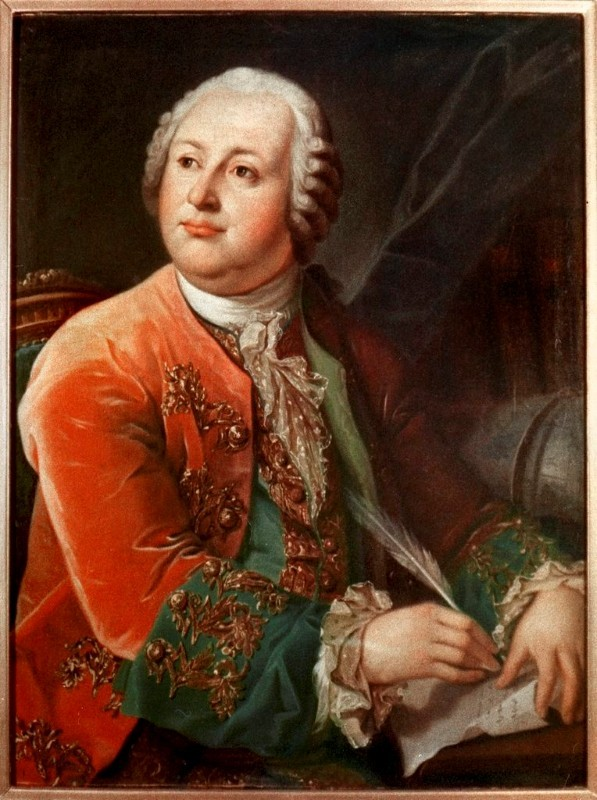
Mikhail Lomonosov, cientista polímata, inventor, poeta e artista.

A escola física russa começou com Lomonosov, que propôs a lei da conservação da matéria anterior à lei da conservação de energia. As descobertas e invenções russas, em termos físicos, incluem o arco elétrico, a eletrodinâmica lei de Lenz, o grupo espacial de cristais, células fotoelétricas, efeito Tcherenkov, ressonância paramagnética eletrônica, heterotransistores e holografia 3D. Lasers e masers foram co-inventados por Nicolay Basov e Aleksandr Prokhorov, enquanto a ideia de um tokamak para a fusão nuclear controlada foi introduzida por Igor Tamm, Andrei Sakharov e Lev Artsimovich, que acabarão por conduzir o moderno e internacional projeto ITER, da qual a Rússia é parte.
Desde o tempo de Nikolai Lobachevsky, mestre da Geometria, que foi pioneiro na geometria não euclidiana, e do proeminente professor Pafnuty Chebyshev, a escola matemática russa se tornou uma das mais influentes no mundo. Entre os alunos de Chebyshev, incluem-se  Aleksandr Lyapunov, que fundou a teoria da estabilidade moderna, e Andrei Markov, que inventou as cadeias de Markov. No século XX, matemáticos soviéticos, como Andrei Kolmogorov, Israel Gelfand e Sergei Sobolev, fizeram grandes contribuições para várias áreas da matemática. Nove matemáticos russo-soviéticos foram agraciados com a Medalha Fields, prêmio de maior prestígio na matemática. Em 2002, Grigori Perelman recebeu o primeiro Problemas do Prémio Millenium por sua prova final da Conjectura de Poincaré.
O químico russo Dmitri Mendeleev inventou a tabela periódica, o quadro principal da química moderna. Aleksandr Butlerov foi um dos criadores da teoria da estrutura química, desempenhando um papel central na química orgânica. Entre os biólogos russo incluem-se Dmitri Ivanovski, que descobriu o vírus, Ivan Pavlov, que foi o primeiro a experimentar o condicionamento clássico e Ilya Mechnikov, que foi um pesquisador pioneiro do sistema imunológico e probióticos.
Muitos cientistas russos e os inventores eram emigrantes, como Igor Sikorsky, que construiu os primeiro aviões e helicópteros modernos, Vladimir Zworykin, muitas vezes chamado de pai da TV, o químico Ilya Prigogine, conhecido por seu trabalho sobre estruturas dissipativas e sistemas complexos, os economistas vencedores do Prêmio Nobel Simon Kuznets e Wassily Leontief, o físico George Gamow, autor da teoria do Big Bang, e o cientista social Pitirim Sorokin. Muitos estrangeiros trabalharam na Rússia por um longo tempo, como Leonard Euler e Alfred Nobel.

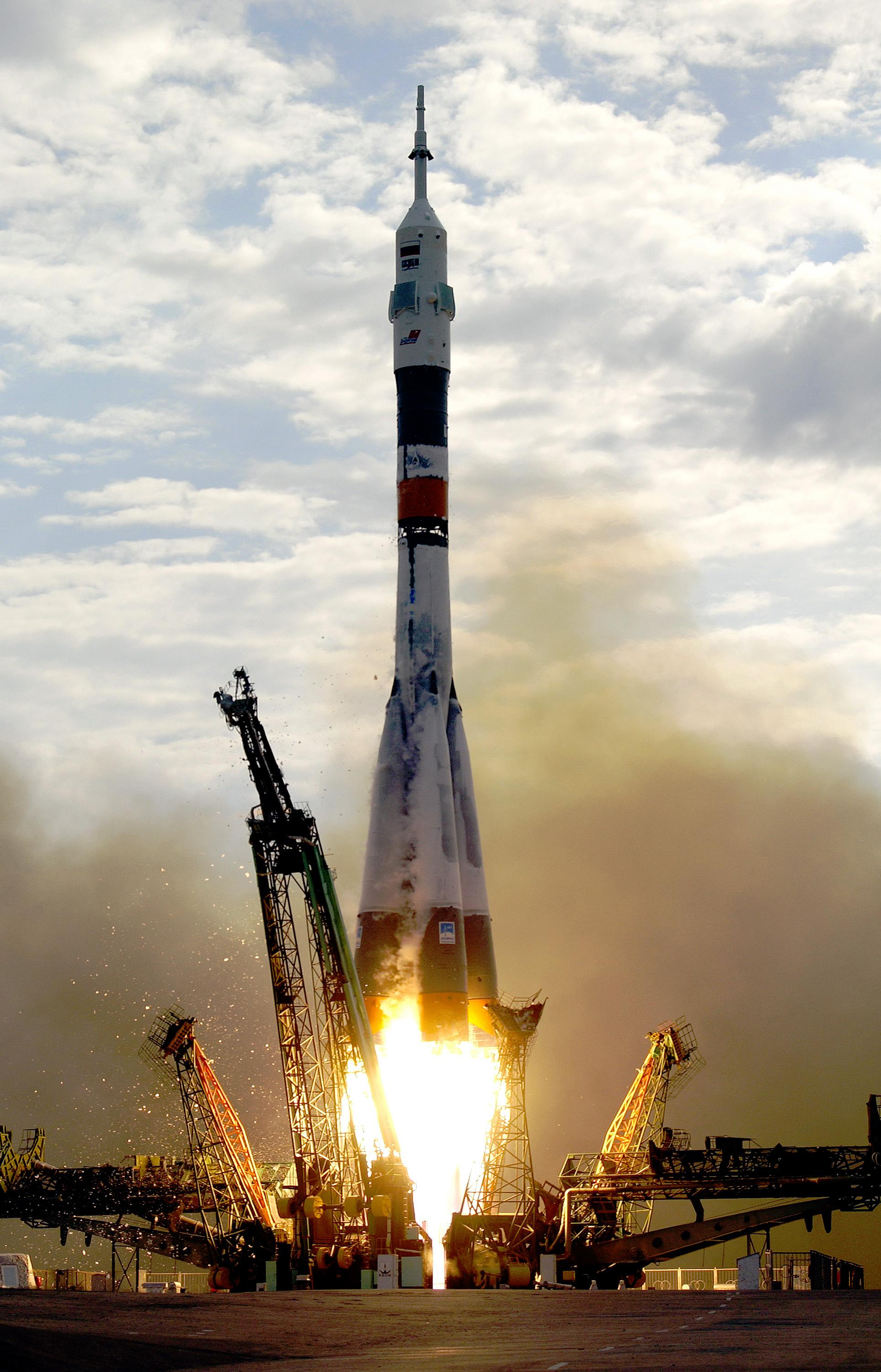
Soyuz TMA-2 sendo lançada de Baikonur, no Cazaquistão, carregando um dos primeiros grupos residentes da Estação Espacial Internacional.

As invenções russas incluem a soldadura desenvolvida por Nikolai Benardos, além de Nikolai Slavyanov, Konstantin Khrenov e outros engenheiros russos. Gleb Kotelnikov inventou o paraquedas de mochila, enquanto Evgueni Tchertovsky inventou o traje pressurizado. Alexander Lodiguin e Pavel Iablotchkov foram os pioneiros da iluminação elétrica e Mikhail Dolivo-Dobrovolski introduziu os primeiros sistemas trifásicos de energia elétrica, amplamente usado hoje. Sergei Lebedev inventou a primeira borracha sintética comercialmente viável e produzida em massa. O primeiro computador ternário, Setun, foi desenvolvido por Nikolai Brusentsov.
As realizações da Rússia no domínio da tecnologia espacial e exploração espacial têm origem nos trabalhos de Konstantin Tsiolkovsky, o pai da austronáutica teórica. Seus trabalhos inspiraram os principais engenheiros de foguetes soviéticos, como Sergei Korolev, Valentin Glushko e muitos outros que contribuíram para a sucesso do programa espacial soviético nos estágios iniciais da corrida espacial e também posteriormente. Em 1957, o primeiro satélite artificial em órbita da Terra, o Sputnik 1, foi lançado. Em 1961, a primeira viagem humana ao espaço que teve êxito foi feita por Yuri Gagarin, e muitos outros recordes da exploração espacial soviética e russa se seguiram, inclusive com a primeira caminhada espacial realizada por Aleksei Leonov, o primeiro veículo de exploração espacial, o Lunokhod 1, e a primeira estação espacial, a Salyut 1. Atualmente, a Rússia é o país que mais lança satélites no mundo e é o único fornecedor de serviços de transporte para turismo espacial.
No século XX, um número de proeminentes engenheiros aeroespaciais soviéticos, inspirado nas obras fundamentais de Nikolai Zhukovsky, Sergey Chaplygin e outros, criaram centenas de modelos de aeronaves civis e militares e fundaram uma série de KBs (serviços de construção) que passaram a constituir a maior parte da estatal russa United Aircraft Corporation. Entre as famosas aeronaves civis russas, incluem-se os Tupolevs, Sukhois e aviões de combate Mikoyan, além das séries de helicópteros Kamov e Mil. Muitos modelos de aeronaves russas estão na lista dos aviões mais produzidos da história.
Entre os famosos tanques de batalha russos, incluem-se o T-34, o melhor tanque da Segunda Guerra Mundial, e tanques adicionais de série T, incluindo o tanque mais produzido na história, T-54/T-55. O AK-47 e AK-74, por Mikhail Kalashnikov, constituem o tipo mais usado de fuzis do mundo, tanto que rifles do tipo AK foram mais fabricados do que todos os outros rifles de assalto combinados.
Com todas estas conquistas, no entanto, desde a dissolução da União Soviética, o país ficou atrasado em relação ao Ocidente em uma série de tecnologias, principalmente aquelas relacionadas à conservação de energia e produção de bens de consumo. A crise dos anos 1990 levou à redução drástica do apoio do Estado à ciência e a uma fuga de cérebros da Rússia.
Nos anos 2000, na onda de um novo boom econômico, a situação da ciência e tecnologia na Rússia tem melhorado e o governo lançou uma campanha destinada à modernização e à inovação. O ex-presidente russo, Dmitri Medvedev, formulou cinco prioridades principais para o desenvolvimento tecnológico do país: o uso eficiente de energia, a informática, incluindo os produtos comuns e os produtos combinados com a tecnologia espacial, a energia nuclear e os produtos farmacêuticos. Atualmente a Rússia está a terminar o GLONASS, o único sistema de navegação por satélite global além do GPS estadunidense, e construindo a primeira usina nuclear móvel.